# Denis Shapovalov
Denis Shapovalov (ros. Денис Викторович Шаповалов heb. דניס שפובלוב ur. 15 kwietnia 1999 w Tel Awiwie) – kanadyjski tenisista pochodzenia rosyjsko-żydowskiego, zdobywca Pucharu Davisa w 2022 roku.

## Życie prywatne
20 lipca 2023 roku zaręczył się ze szwedzką tenisistką Mirjam Björklund.

## Kariera tenisowa
W gronie juniorów wygrał Wimbledon 2016 w grze pojedynczej chłopców, pokonując w finale Alexa de Minaura. Na tym samym turnieju został finalistą gry podwójnej chłopców, partnerując Félixowi Auger-Aliassime. Startując z tym samym tenisistą, Shapovalov przegrał również finał US Open 2015 w deblu chłopców. Najwyżej w rankingu juniorów był w lipcu 2016, na pozycji nr 2.
Zawodowym tenisistą Shapovalov został w 2017 roku. Po raz pierwszy w drabince głównej zawodów Wielkiego Szlema zagrał na Wimbledonie 2017, otrzymując od organizatorów dziką kartę. Odpadł z rywalizacji w 1. rundzie po porażce z Jerzym Janowiczem. W cyklu ATP Challenger Tour Kanadyjczyk odniósł dwa triumfy.
W 2018 osiągnął półfinał turnieju rangi ATP World Tour Masters 1000 w Madrycie, wygrywając m.in. z Milosem Raonicem. W tym samym roku dotarł do półfinału w Tokio, pokonując po drodze Stana Wawrinkę.
W sezonie 2019 Kanadyjczyk odniósł pierwszy triumf w cyklu ATP Tour, w październiku w Sztokholmie. Shapovalov zakończył zawody bez straty seta, a w finale pokonał Filipa Krajinovicia. Na początku listopada został finalistą ATP Tour Masters 1000 w Paryżu, eliminując m.in. Alexandra Zvereva i Gaëla Monfilsa. Finał Kanadyjczyk przegrał z Novakiem Đokoviciem. W czerwcu Shapovalov osiągnął finał debla w Stuttgarcie, partnerując Rohanowi Bopannie.
W 2020 roku podczas US Open osiągnął pierwszy ćwierćfinał w zawodach Wielkiego Szlema zarówno w grze pojedynczej, jak i w grze podwójnej. W tym samym sezonie awansował też do półfinałów w Rzymie i w Petersburgu.
W sezonie 2021 Shapovalov przegrał w finale zawodów w Genewie z Casperem Ruudem 6:7(6), 4:6. W listopadzie osiągnął finał turnieju w Sztokholmie, w którym uległ 4:6, 6:2, 4:6 Tommy’emu Paulowi.
W 2022 roku Kanadyjczyk uzyskał awans do meczu o tytuł podczas rozgrywek deblowych w Dosze. Razem z Rohanem Bopanną przegrali wówczas 6:7(1), 1:6 z deblem Wesley Koolhof–Neal Skupski. W tym samym sezonie osiągnął dwa finały turniejów singlowych: w Seulu, gdzie przegrał z Yoshihito Nishioką 4:6, 6:7(5) oraz w Wiedniu, w którym uległ Daniiłowi Miedwiediewowi 6:4, 3:6, 2:6.
Podczas sezonu 2023, od lipca zmagał się z urazem kolana. Swój ostatni start w 2023 roku zanotował podczas Wimbledonu. Wrócił do rywalizacji wraz z początkiem sezonu 2024, w którym odniósł drugi triumf w cyklu ATP Tour, w listopadzie podczas halowego turnieju w Belgradzie. Do zawodów awansował z eliminacji, a w rundzie finałowej pokonał bez straty seta Hamada Međedovicia.
W 2016 zadebiutował w reprezentacji Kanady w Pucharze Davisa. W listopadzie 2022 roku zdobył z Kanadą tytuł pokonując w finale 2:0 Australię. Shapovalov swój singlowy mecz przeciwko Thanasiemu Kokkinakisowi wygrał 6:2, 6:4. W tym samym roku zwyciężył razem z drużyną w turnieju ATP Cup. Ponadto w 2019 roku został finalistą Pucharu Davisa, w którym rundę finałową Kanadyjczycy przegrali z Hiszpanią.
W rankingu gry pojedynczej najwyżej był na 10. miejscu (21 września 2020), a w klasyfikacji gry podwójnej na 44. pozycji (24 lutego 2020).

### Finały w turniejach ATP Tour
| Legenda                                      |
| -------------------------------------------- |
| Wielki Szlem                                 |
| Igrzyska olimpijskie                         |
| Tennis Masters Cup / ATP Finals              |
| ATP Masters Series / ATP Tour Masters 1000   |
| ATP International Series Gold / ATP Tour 500 |
| ATP International Series / ATP Tour 250      |

#### Gra pojedyncza (3–5)
| Końcowy wynik | Nr | Data                 | Turniej   | Nawierzchnia  | Przeciwnik         | Wynik finału  |
| ------------- | -- | -------------------- | --------- | ------------- | ------------------ | ------------- |
| Zwycięzca     | 1. | 20 października 2019 | Sztokholm | Twarda (hala) | Filip Krajinović   | 6:4, 6:4      |
| Finalista     | 1. | 3 listopada 2019     | Paryż     | Twarda (hala) | Novak Đoković      | 3:6, 4:6      |
| Finalista     | 2. | 22 maja 2021         | Genewa    | Ceglana       | Casper Ruud        | 6:7(6), 4:6   |
| Finalista     | 3. | 13 listopada 2021    | Sztokholm | Twarda (hala) | Tommy Paul         | 4:6, 6:2, 4:6 |
| Finalista     | 4. | 2 października 2022  | Seul      | Twarda        | Yoshihito Nishioka | 4:6, 6:7(5)   |
| Finalista     | 5. | 30 października 2022 | Wiedeń    | Twarda (hala) | Daniił Miedwiediew | 6:4, 3:6, 2:6 |
| Zwycięzca     | 2. | 9 listopada 2024     | Belgrad   | Twarda (hala) | Hamad Međedović    | 6:4, 6:4      |
| Zwycięzca     | 3. | 9 luty 2025          | Dallas    | Twarda (hala) | Casper Ruud        | 7:6(5), 6:3   |

#### Gra podwójna (0–2)
| Końcowy wynik | Nr | Data            | Turniej   | Nawierzchnia | Partner       | Przeciwnicy                 | Wynik finału |
| ------------- | -- | --------------- | --------- | ------------ | ------------- | --------------------------- | ------------ |
| Finalista     | 1. | 16 czerwca 2019 | Stuttgart | Trawiasta    | Rohan Bopanna | John Peers Bruno Soares     | 5:7, 3:6     |
| Finalista     | 2. | 18 lutego 2022  | Doha      | Twarda       | Rohan Bopanna | Wesley Koolhof Neal Skupski | 6:7(4), 1:6  |

### Finały juniorskich turniejów wielkoszlemowych

#### Gra pojedyncza (1–0)
| Końcowy wynik | Nr | Data | Turniej           | Nawierzchnia | Przeciwnik     | Wynik finału  |
| ------------- | -- | ---- | ----------------- | ------------ | -------------- | ------------- |
| Zwycięzca     | 1. | 2016 | Wimbledon, Londyn | Trawiasta    | Alex de Minaur | 4:6, 6:1, 6:3 |

#### Gra podwójna (1–1)
| Końcowy wynik | Nr | Data | Turniej            | Nawierzchnia | Partner               | Przeciwnicy                       | Wynik finału  |
| ------------- | -- | ---- | ------------------ | ------------ | --------------------- | --------------------------------- | ------------- |
| Zwycięzca     | 1. | 2015 | US Open, Nowy Jork | Twarda       | Félix Auger-Aliassime | Brandon Holt Riley Smith          | 7:5, 7:6(3)   |
| Finalista     | 1. | 2016 | Wimbledon, Londyn  | Trawiasta    | Félix Auger-Aliassime | Kenneth Raisma Stefanos Tsitsipas | 6:4, 4:6, 2:6 |